# Lobelia aurita
Lobelia aurita là loài thực vật có hoa trong họ Hoa chuông. Loài này được (Brandegee) T.J.Ayers mô tả khoa học đầu tiên năm 1990.